# Larry Knight
Larry Knight (Detroit, Míchigan, 5 de noviembre de 1956) es un exjugador de baloncesto estadounidense que jugó en la CBA y en la liga neerlandesa. con 2,03 metros de altura, lo hacía en la posición de ala-pívot.

## Trayectoria deportiva

### Universidad
Tras jugar dos años en el Community College de Ellsworth, jugó durante dos temporadas con los Ramblers de la Universidad Loyola Chicago, en las que promedió 17,6 puntos y 13,5 rebotes por partido. Fue incluido en el mejor equipo de la década de los 70 de su universidad.

### Profesional
Fue elegido en la vigésima posición del Draft de la NBA de 1979 por Utah Jazz, donde no llegó a firmar por el equipo. Jugó dos temporadas con los Hawaii Volcanos de la CBA, donde promedió el primer año 19 puntos por partido.
Tras varias temporadas desaparecido de las pistas, en 1985 fichó por el Nashua Den Bosch de la liga neerlandesa, con los que ganó el campeonato esa temporada, derrotando en la final al Doppeldouche Den Helder por 3-2.